# Коста Лапев
Коста (Косту) Бояджиев Лапев е български революционер, деец на Вътрешната македоно-одринска революционна организация.

## Биография
Коста Лапев е роден в 1870 година в град Крушево, тогава в Османската империя, днес в Северна Македония. Присъединява се към ВМОРО и къщата му е превърната в арсенал на Организацията. Участва в Илинденско-Преображенското въстание през лятото на 1903 година. Лапев заедно с Миту Тръпчев, Ставре Трайков и Тимьо Кондраков са изпратени с тенекии с газ и спирт в местността Куличе при отредите на Андрей Докурчев и Иван Наумов – Алябака. Заедно с отряда на Докурчев Лапев участва в нападението на Крушево и завземането на хюкюмата, беледието, пощата, таксидарския офис. По-късно се присъединява към отряда на Тодор Христов – Офицерчето и загива в битката на Слива на 12 август 1903 година.
На 22 април 1943 година, вдовицата му Параскева Костова, жителка на Крушево, подава молба за българска народна пенсия, която е одобрена и отпусната от Министерския съвет на Царство България.